# Leeds (Dakota del Nord)
Leeds è un comune (city) degli Stati Uniti d'America della contea di Benson nello Stato del Dakota del Nord. La popolazione era di 427 abitanti al censimento del 2010.

## Geografia fisica
Leeds è situata a 48°17′22″N 99°26′20″W (48.289356, -99.438965).
Secondo lo United States Census Bureau, la città ha una superficie totale di 1,16 km², dei quali 1,16 km² di territorio e 0 km² di acque interne (0% del totale).

## Storia
Leeds fu fondata nel 1887 e il suo nome deriva dalla città di Leeds, in Inghilterra. È stato uno dei numerosi siti lungo la rotta transcontinentale della Great Northern Railway tra Devils Lake e Minot a prendere il nome da luoghi dell'Inghilterra (gli altri erano Berwick, Norwich, Penn, Rugby, Surrey, Tunbridge e York).

## Società

### Evoluzione demografica
Secondo il censimento del 2010, la popolazione era di 427 abitanti.

### Etnie e minoranze straniere
Secondo il censimento del 2010, la composizione etnica della città era formata dal 97,42% di bianchi, lo 0% di afroamericani, l'1,41% di nativi americani, lo 0% di asiatici, lo 0% di oceanici, lo 0% di altre razze, e l'1,17% di due o più etnie. Ispanici o latinos di qualunque razza erano lo 0,94% della popolazione.